# Xã Embarrass, Quận St. Louis, Minnesota
Xã Embarrass (tiếng Anh: Embarrass Township) là một xã thuộc quận St. Louis, tiểu bang Minnesota, Hoa Kỳ. Năm 2010, dân số của xã này là 607 người.